# Sharafa
Sharafa är en ort i Azerbajdzjan.   Den ligger i distriktet Masallı Rayonu, i den sydöstra delen av landet, 180 km sydväst om huvudstaden Baku. Antalet invånare är 2 154.
Terrängen runt Sharafa är platt. Närmaste större samhälle är Masally, 3,7 km söder om Sharafa.
Trakten runt Sharafa består till största delen av jordbruksmark. Runt Sharafa är det ganska tätbefolkat, med 230 invånare per kvadratkilometer.